# Люба Карагюлева
Люба Христова Карагюлева е българска просветна деятелка от Македония.

## Биография
Родена е в 1898 година в град Охрид, тогава в Османската империя и принадлежи към големия охридски род Карагюлеви. Заминава за Свободна България, където следва в Софийския университет. Завръща се в родния си град след Първата световна война. Работи като учителка и взема дейно участие в запазване на българщината в Охридско. Заради широката си пробългарска дейност Люба Карагюлева е арестувана от новите сръбски власти и в затвора е жестоко изтезавана. Умира от туберкулоза в затвора на 17 май 1923 година.